# Adam Solski
Adam Teofil Solski vel Solecki (ur. 4 stycznia 1895 w Milatyczach, zm. 9 kwietnia 1940 w Katyniu) – major piechoty Wojska Polskiego, uczestnik czterech wojen, kawaler Orderu Virtuti Militari, ofiara zbrodni katyńskiej.

## Życiorys
Syn Mariana i Marii z Wantałowiczów. Miał rodzeństwo: Kazimierza, Stefę, Tadeusza oraz dwoje innych z pierwszego małżeństwa ojca.
Uczęszczał do gimnazjum we Lwowie. Wstąpił do ruchu skautowego. Od lutego 1913 był członkiem Stałych Drużyn Sokolich we Lwowie. Uczęszczał do szkoły podchorążych w Bolechowie, a następnie studiował w Wyższej Szkole Oficerskiej. Po wybuchu I wojny światowej wstąpił do Legionu Wschodniego. Po jego rozwiązaniu został wcielony do c. i k. armii.

### I wojna światowa
W październiku 1914 i służył w 30 pułku piechoty Austro-Węgier, w tym od stycznia 1915 na froncie wschodnim, a od września 1915 na froncie włoskim, gdzie 18 listopada 1915 odniósł rany w walkach pod Monte Sabotino. Po rekonwalescencji ponownie służył w 30 pułku, z którego został dezerterem w grudniu 1916. Wówczas wstąpił do Legionów Polskich używając tożsamości Solecki. Pracował w służbie werbunkowej, od 1 stycznia 1917 jako komendant posterunków werbunkowych na Ziemi Lubelskiej. W połowie 1917 był żołnierzem w szeregach 6 pułku piechoty w składzie III Brygady. Odbył kurs wyszkolenia nr 4 w Zambrowie.
Po kryzysie przysięgowym był żołnierzem oddziału uzupełnień Polskiego Korpusu Posiłkowego na stanowisku instruktora w zakresie broni maszynowej. Kształcił się w Szkole Chorążych w Bolechowie. Został awansowany na sierżanta w lutym 1918. Po przejściu przez linię frontu bitwie pod Rarańczą w połowie 1918 został zatrzymany i był internowany w Huszt. Odzyskał wolność w maju 1918, po czym od czerwca 1918 ponownie przymusowo służył w armii austriackiej, działał na froncie włoskim jako sierżant 4 Batalionu Strzelców Polowych. Od końca sierpnia 1918 urlopowany celem kontynuowania edukacji po złożeniu wniosku. Do zakończenia wojny przebywał we Lwowie.

### Okres międzywojenny
U kresu wojny i po wybuchu walk o Lwów w listopadzie 1918 początkowo znajdował na obszarze zajętym przez Ukraińców. 22 listopada 1918 wstąpił do 5 pułku piechoty Legionów i zweryfikowany jako podchorąży służył w kompanii karabinów maszynowych. Wkrótce został przydzielony do oddziału rtm. Romana Abrahama, w którym był dowódcą plutonu i instruktorem na kursie broni maszynowej.
Później brał udział w bojach na terenie Galicji Wschodniej podczas trwającej wojny polsko-ukraińskiej. Mianowany na stanowisko dowódcy kompanii karabinów maszynowych. Odniósł ciężkie rany 11 marca 1919 w walkach pod Gródkiem Jagiellońskim. Został awansowany na podporucznika piechoty; wstępnie 21 stycznia 1919, formalnie na podstawie dekretu z 5 czerwca 1919. Następnie 15 lipca 1919 został skierowany do służby kwatermistrzostwa Armii gen. J. Hallera, w której objął funkcję zastępcy referenta uzbrojenia. 30 lipca 1919 został referentem w Dowództwie Frontu Mazowieckiego. Od 12 września 1919 był szefem Oddziału I Sztabu w dowództwie Grupy Operacyjnej gen. Stanisława Pruszyńskiego, która na zajmowała obszary polskie na Pomorzu. Wiosną 1920 był oficerem dowództwa Armii Rezerwowej.
Od połowy kwietnia 1920 był oficerem informacyjnym w sztabie Grupy płk. Józefa Rybaka. W tej funkcji brał udział w wojnie polsko-bolszewickiej 1920, w tym w wyprawie kijowskiej. W analogicznej funkcji oficera informacyjnego służył następnie od 5 lipca 1920 w Grupie Poleskiej gen. Władysława Sikorskiego, od 25 lipca 1920 w dowództwie XVII Brygady Piechoty, później w sztabie 9 Dywizji Piechoty. W tej dywizji służył następnie w oddziale operacyjnym, adiutanturze, od 2 września 1920 jako referent personalny i zastępca szefa adiutantury, po czym mianowany szefem adiutantury dywizji. Został awansowany do stopnia porucznika piechoty 21 grudnia 1920 ze starszeństwem z dniem 1 czerwca 1919.
W okresie pokoju w latach II Rzeczypospolitej pozostawał oficerem 9 Dywizji Piechoty, sprawując stanowiska adiutanta, od 1 sierpnia 1923 był pełniącym obowiązki III oficera sztabu. W 1923 był II oficerem sztabu 9 Dywizji. Został przydzielony do 35 pułku piechoty (początkowo w garnizonie Łuków, później Brześć): w 1923 jako oficer nadetatowy, od 1 maja 1924 jako etatowy oficer tej jednostki. W międzyczasie został awansowany do stopnia kapitana piechoty ze starszeństwem z 1 lipca 1923.
W 1928, jako oficer 35 pp, pracował w Biurze Personalnym Ministerstwa Spraw Wojskowych. Został awansowany do stopnia majora piechoty ze starszeństwem z dniem 1 stycznia 1932. Na przełomie lat 20./30. pozostawał oficerem 32 pułku piechoty, w którym pełnił stanowisko dowódcy III batalionu od 23 marca 1932 do 11 kwietnia 1938. Wówczas został przeniesiony do 57 pułku piechoty w garnizonie Poznań, w którym objął funkcję II zastępcy dowódcy jako kwatermistrz. Podczas mobilizacji alarmowej 24 sierpnia 1939 mianowany dowódcą Oddziału Zbierania Nadwyżek 57 pp.

### II wojna światowa
Wobec zagrożenia konfliktem zbrojnym w 1939 został zmobilizowany w Ośrodku Zapasowym 14 Wielkopolska Dywizja Piechoty. Po wybuchu II wojny światowej w okresie kampanii wrześniowej 1939 jako dowódca batalionu marszowego ewakuował się w stronę Warszawy, następnie w stronę Chełma. Po dalszym marszu w okolicach Krasnobrodu wraz z pozostałością Ośrodka przyłączył się do 39 Dywizji Piechoty, a po wydaniu kapitulacji tej jednostki z 27 września 1939 samodzielnie usiłował przedrzeć się na Węgry. Po agresji ZSRR na Polskę z 17 września 1939, został wzięty do niewoli przez Armię Czerwoną 28 września, nieopodal Korchowa pod Tarnogrodem w powiecie biłgorajskim.

### W obozach

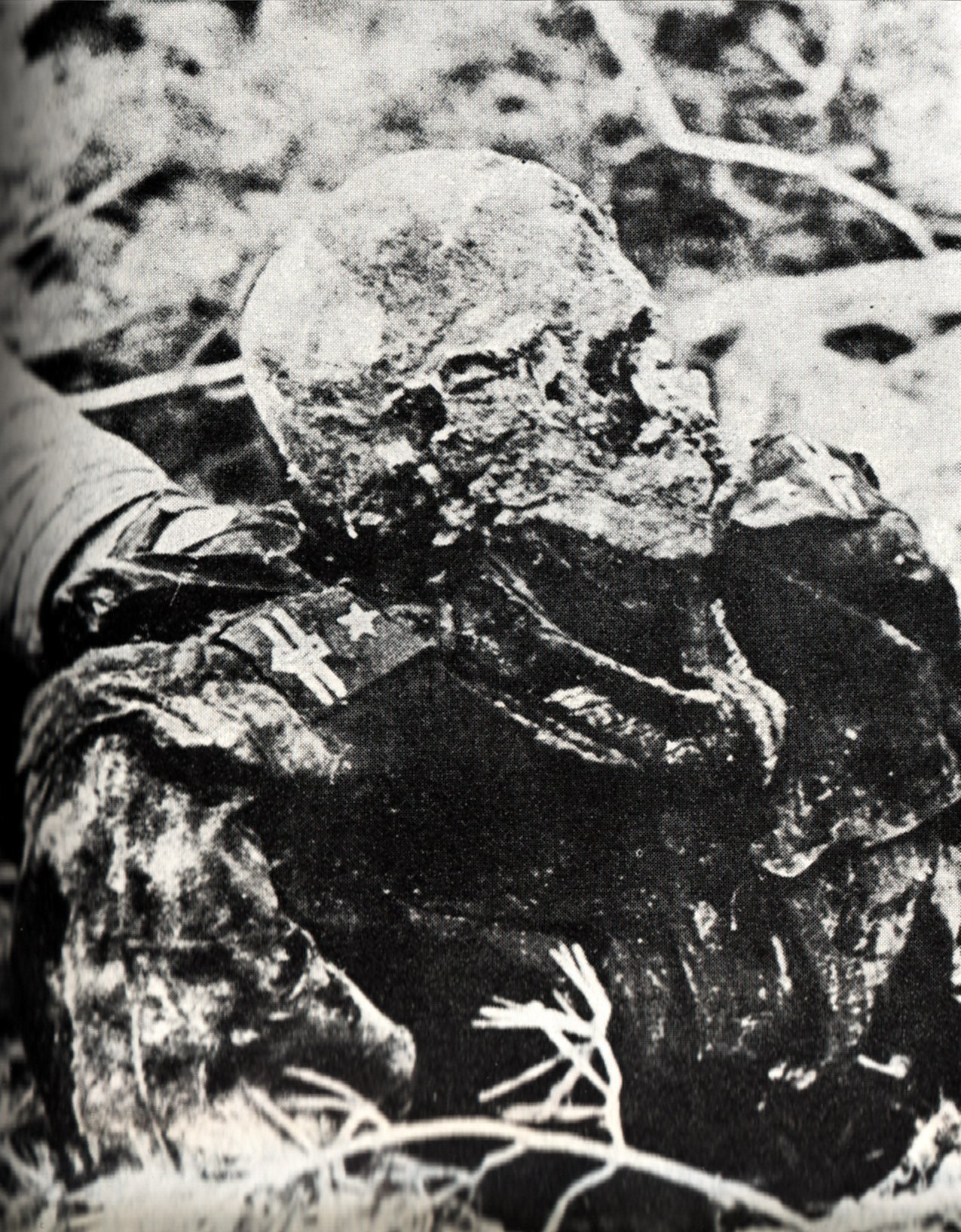
Zwłoki majora Adama Solskiego z 57 Pułku Piechoty podczas ekshumacji w 1943 roku

30 września 1939 dostał się do punktu zbornego NKWD dla jeńców wojennych w Wołoczyskach, skąd 1 października 1939 został przewieziony do obozu jenieckiego w Putywlu. Ostatecznie 3 listopada 1939 osadzono go w obozie jenieckim w Kozielsku, gdzie był komendantem jednego z bloków. 7 kwietnia 1940 został przekazany do dyspozycji naczelnika Zarządu NKWD Obwodu Smoleńskiego – lista wywózkowa 015/2 z 5 kwietnia 1940, pozycja 41. 9 kwietnia 1940 zamordowany w Katyniu przez funkcjonariuszy Obwodowego Zarządu NKWD w Smoleńsku oraz pracowników NKWD przybyłych z Moskwy na mocy decyzji Biura Politycznego KC WKP(b) z 5 marca 1940. Ofiary tej zbrodni grzebano w bezimiennych mogiłach zbiorowych, gdzie od 28 lipca 2000 mieści się oficjalnie Polski Cmentarz Wojenny w Katyniu. W miejscu tym prowadzone były ekshumacje i prace archeologiczne. Zidentyfikowany w toku ekshumacji nadzorowanych przez Niemców w 1943 pod numerem 490 (raport dzienny z 24 kwietnia 1943). Przy jego zwłokach zostały odnalezione: dwa notatniki, karta szczepień w Kozielsku, dwa medaliki, rachunek, skierowanie do lekarza, kartkę z adresami oraz pismo w języku rosyjskim z obozu. Figuruje na liście Komisji Technicznej PCK pod numerem 0490. W Archiwum Robla w pakiecie 03852-06, wymieniony na liście adresowej znalezionej przy szczątkach Józefa Rzepki, gdzie wskazany jest adres „Marszałkowska 81a, m. 22" Warszawa.
Podczas pobytu w obozie jenieckim prowadził dziennik, który został odnaleziony po jego ekshumacji w 1943 i opublikowany przez Józefa Mackiewicza, a następnie w wielu źródłach historycznych poświęconych zbrodni katyńskiej. Jego pamiętnik został uznany za jeden z dokładniejszych i prowadzony do ostatnich chwil przed egzekucją. Z jego zapisów wiadomo, że Adam Solski przebywał w obozie w Kozielsku wraz ze swoim bratem, kapitanem artylerii Kazimierzem Solskim, który również był tam osadzony i zamordowany 17 kwietnia 1940 (Adam wspomniał w swoim dzienniku o spotkaniu z bratem Kazimierzem na terenie kozielskiego obozu w dniu 5 listopada 1939). Zakończenie dziennika Adama Solskiego, prowadzonego do dnia śmierci, jest datowane na 9 kwietnia 1940 i brzmi:

Piąta rano. Od świtu dzień rozpoczął się szczególnie. Wyjazd karetką więzienną w celkach (straszne!). Przywieziono gdzieś do lasu; coś w rodzaju letniska. Tu szczegółowa rewizja. Zabrano zegarek, na którym była godzina 6.30 (8.30). Pytano mnie o obrączkę, którą (...). Zabrano ruble, pas główny, scyzoryk (...)

Po wojnie treść jego pamiętników była odczytywana w audycjach Radia Wolna Europa.
Rodzinie zamordowanego dziennik został udostępniony dopiero w 1989 roku dzięki Zbigniewowi Brzezińskiemu.

### Życie prywatne

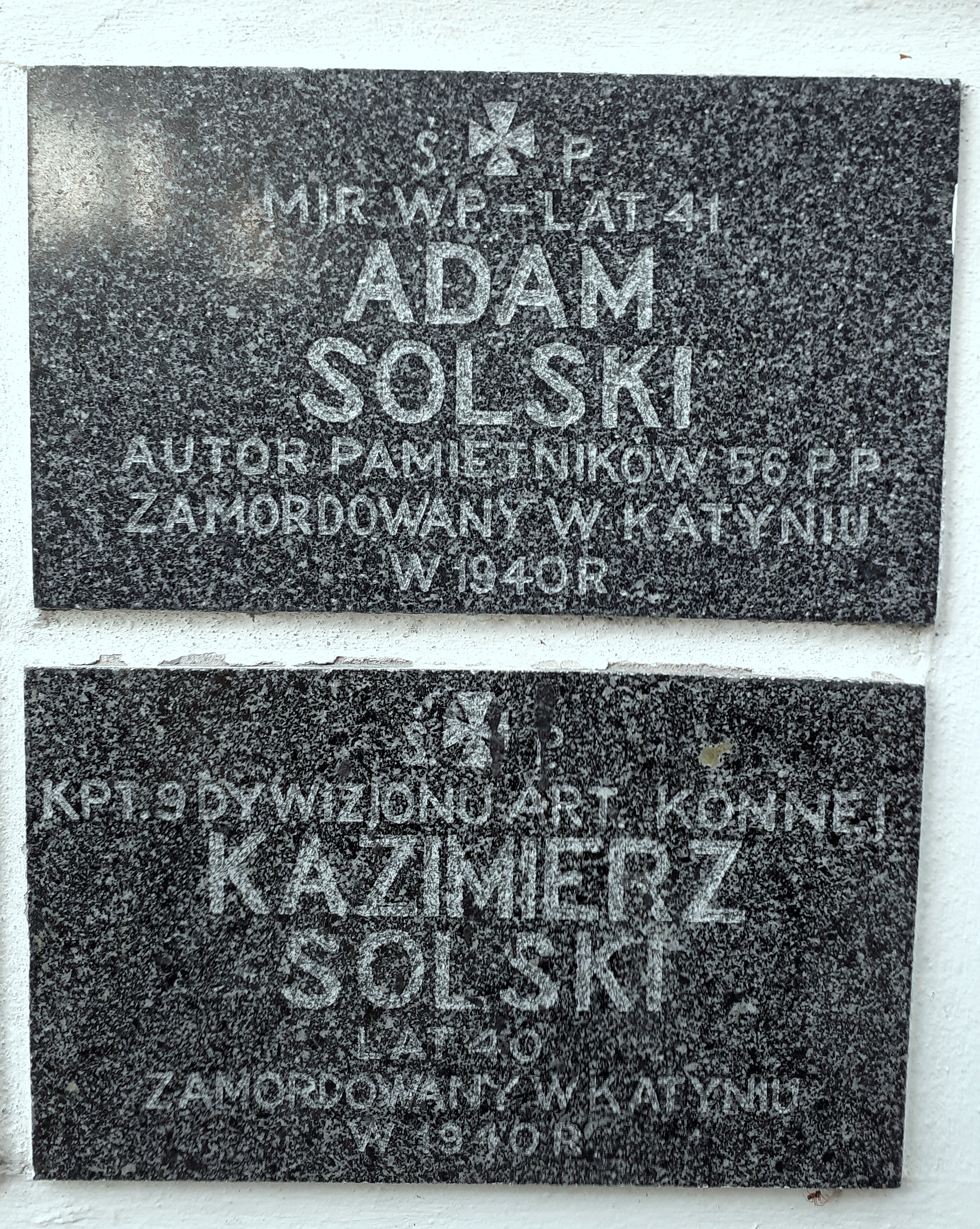
Tabliczka upamiętniająca braci Solskich na ścianie kościoła św. Karola Boromeusza w Warszawie

W 1926 Adam Solski zawarł związek małżeński z Anną Leontynę Trojanowską, zwaną Danką (1906–1970), z którą miał córkę Ewę (zm. 2010). Jego bratankiem był Leszek Solski (syn Kazimierza), który zginął 10 kwietnia 2010 w katastrofie polskiego samolotu Tu-154 w Smoleńsku, udając się wraz z polską delegacją na uroczystości 70. rocznicy zbrodni katyńskiej.

## Ordery i odznaczenia
- Krzyż Srebrny Orderu Wojskowego Virtuti Militari nr 3003 (1921)[37]
- Krzyż Walecznych[1] (1920)
- Srebrny Krzyż Zasługi (3 sierpnia 1928)[38]
- Medal Pamiątkowy za Wojnę 1918–1921[39]
- Medal Dziesięciolecia Odzyskanej Niepodległości[39]
- Brązowy Medal za Długoletnią Służbę[40]
- Odznaka za Rany i Kontuzje[39]
- Państwowa Odznaka Sportowa[39]
- Odznaka Pamiątkowa Więźniów Ideowych[39]

## Upamiętnienie

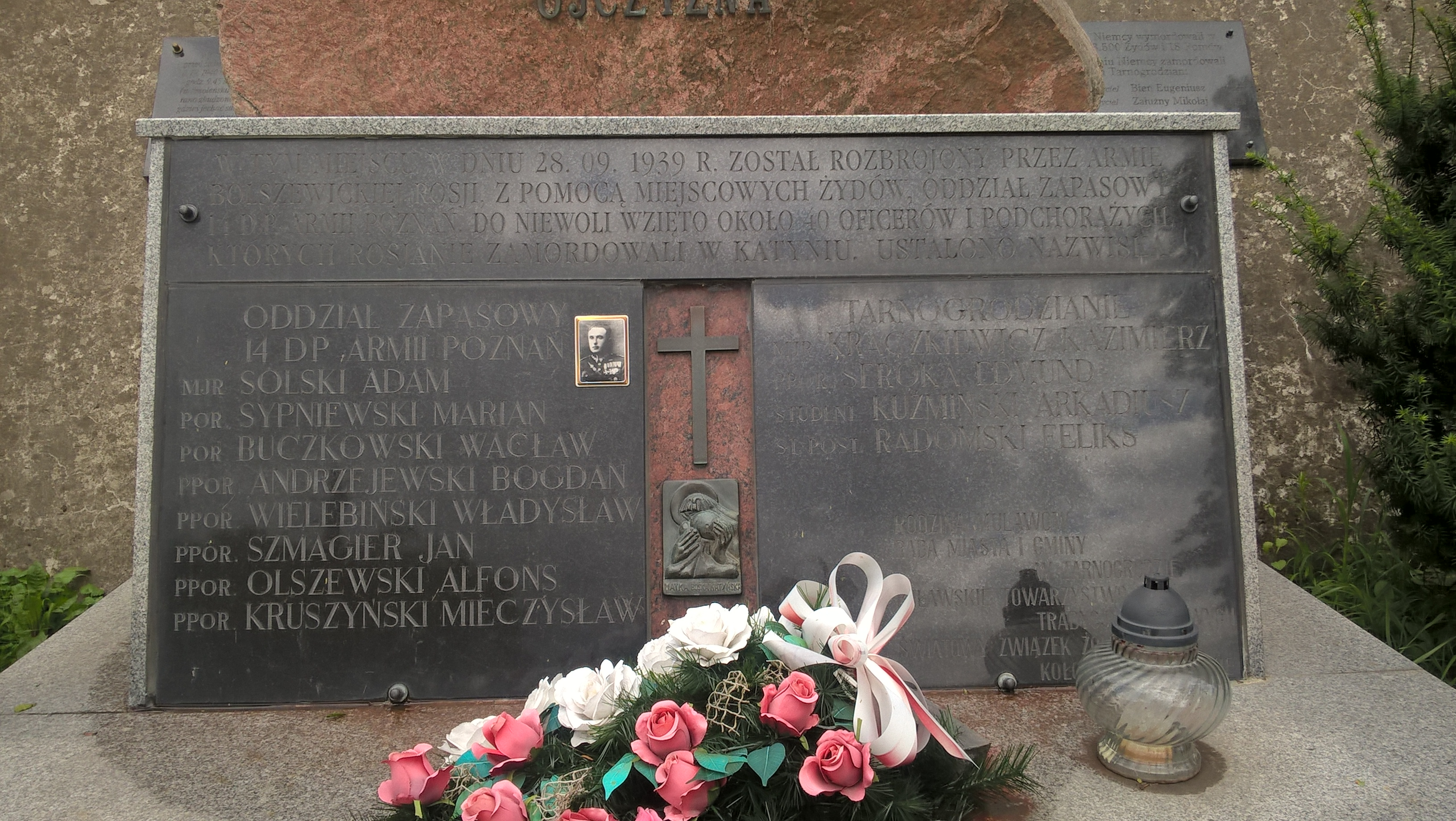
Tablica pamięci Adama Solskiego i innych rozbrojonych w Tarnogrodzie polskich żołnierzy, pomnik w Bramie Korchowskiej w Tarnogrodzie

Minister Obrony Narodowej decyzją Nr 439/MON z dnia 5 października 2007 awansował go pośmiertnie do stopnia podpułkownika. Nominacja została ogłoszona 9 listopada 2007 w Warszawie w trakcie uroczystości „Katyń Pamiętamy – Uczcijmy Pamięć Bohaterów”.
Dziennik Solskiego wykorzystał Andrzej Wajda w filmie Katyń z 2007 roku. Pod koniec filmu dziennik jest pokazany i odczytane zostają fragmenty z niego, w tym ostatnie zdania..
W 2009 roku w Kątach k. Otwocka odsłonięto tablicę pamiątkową poświęconą majorowi Adamowi Solskiemu i posadzono upamiętniający go Dąb Pamięci.
Adamowi Solskiemu został poświęcony jeden z odcinków filmowego cyklu dokumentalnego pt. Epitafia katyńskie (2010).